# Rondibilis sumatrana
Rondibilis sumatrana là một loài bọ cánh cứng trong họ Cerambycidae.